# بيير فوشارد
بيير فوشارد (بالفرنسية: Pierre Fauchard)‏، هو طبيب أسنان وجراح فرنسي من مواليد 2 يناير 1679 في بلدة سانت دينيس دو غاستينس التابعة لإقليم ماين الفرنسي.
اشتهر فوشارد بلقب أب طب الأسنان الحديث  نتيجة لكتابته لأول وصف علمي كامل لطب الأسنان، متمثلا في كتابه الشهير Le Chirurgien Dentiste (طبيب الأسنان الجراح) الذي نشر في سنة 1728.

## السيرة الذاتية

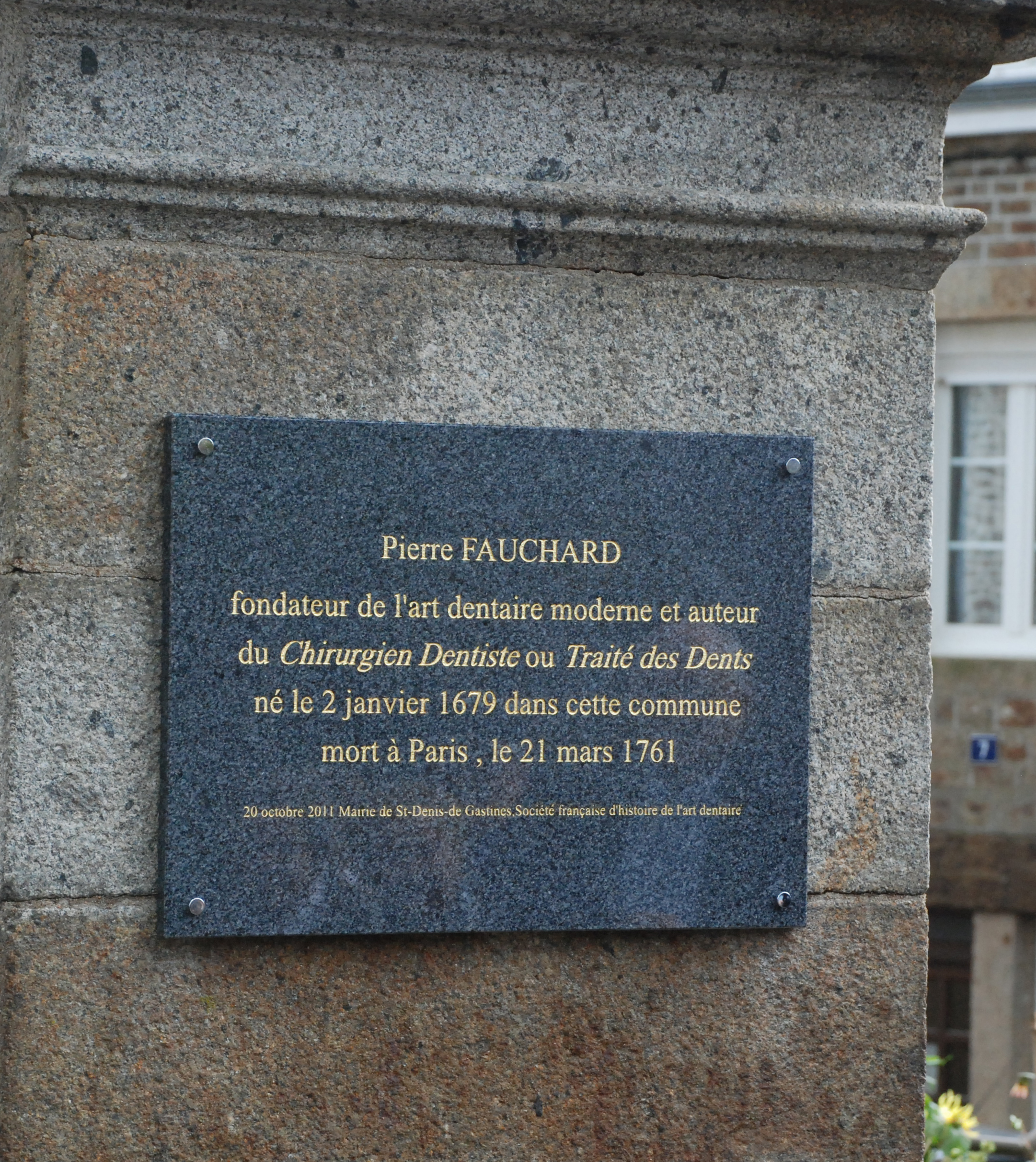
لوحة تذكارية في سانت دينيس دو غاستينس إحياء لذكرى ولادة بيير فوشارد، 20 أكتوبر 2011.

ولد بيير فوشار في 2 يناير 1679 لعائلة متواضعة بسان دينيس دو غاستينس. والتحق في سن الخامسة عشر (سنة 1693) بالبحرية الملكية الفرنسية، بالدرجة الأولى لإنقاذ عائلته من محنتها. تأثر بيير فوشارد بمعلمه الكسندر بوتيليريت، الجراح الرئيسي لسفن الملك آن ذاك، الذي كان متخصصا في أمراض الأسنان، ما جعله يكرس أغلب وقته لدراسة أمراض الأسنان والفم.
خلال ذلك الوقت، علم فوشار أن البحارة الذين كانوا في رحلات طويلة عانو بشدة من أمراض الأسنان، الاسقربوط على وجه الخصوص. ألهمه في نهاية المطاف بوتليريت وشجعه أكثر على قراءة ودراسة الاكتشافات التي توصل له من سبقوه في فنون الشفاء. حيث قال إنه يريد نشر المعرفة التي اكتسبها من خلال الممارسة الفعلية. قادت هذه الفكرة بفوشارد ليصبح طبيبا ميدانيا.
بعد مغادرته للبحرية، استقر فوشار قريبا في أنجيه، حيث كان مارس الطب في مستشفي.جامعة أنجيه. في انجي، بدأ الكثير من الأعمال الطبية التي نعرفها اليوم والتي كانت ثورية حينها. فكان رائدا في عمليات جراحة الفم والوجه والفكين. كثيرا ما كان يصفت نفسه على أنه بمصطلح «طبيب أسنان جراح» (Chirurgien Dentiste)، وهو مصطلح نادر جدا في ذلك الحين، في الوقت الذي كان فيه أطباء الأسنان في القرن السابع عشر يستخرجون الأسنان المتهالكة بشكل عام بدلا من علاجها.
في هذا السياق، حصل فوشار على لقب خبير أسنان قبل سنة 1708، ومن ثم جراح في سنة 1711 أو 1712، منذ ذلك الحين مارس مهنته متنقلا (كما كان من معتاد في ذلك الوقت).

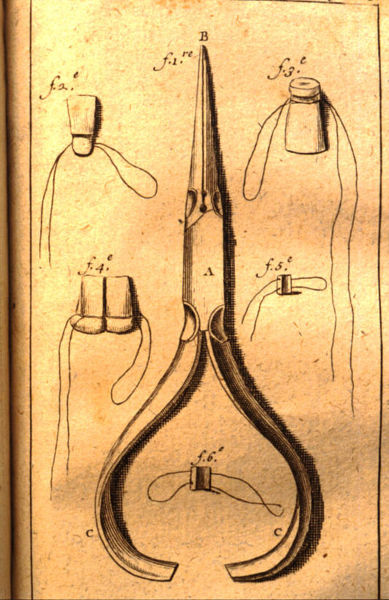
كماشة الأنف الطويل الخاصة بالأسنان التي صممها فوشارد في أواخر القرن السابع عشر بغرض استخدامها في التعويضات سنية.

على الرغم من القيود التي كانت مفروضة على الأدوات الجراحية البدائية خلال أواخر 17 وأوائل القرن 18، اعتبر فوشارد كجراح من ذي مهارات عالية من قبل العديد من زملائه في مستشفى جامعة أنجيه. قام فوشارد بارتجلات ملحوظة بهدف اختيار أدوات مناسبة لطب الأسنان، وكثيرا ما كيف أدوات كانت تستعمل في جال صناعة الساعات والمجوهرات وأخرى استعملها الحلاقون لكي يتم استخدامها في طب الأسنان.
قدم فوشارد حشوات الأسنان كعلاج تسوس الأسنان. وأكد أن أحماض مشتقات السكر مثل حمض الطرطريك هي المسؤولة عن تسوس الأسنان، كما اقترح أيضا أن الأورام المحيطة بالأسنان في اللثة، قد تظهر في المراحل الأخيرة من تسوس الأسنان.
كان فوشار رائدا في جراحة تعويض الأسنان، حيث اكتشف العديد من الطرق التي يمكن من خلالها استبدال الأسنان المفقودة. اعتبر فوشار أن قطع الأسنان المركبة بشكل اصطناعي ستكون مفيدة تماما كالقطع الطبيعية، حيث اقترح أن تكون البدائل مصنوعة من كتل منحوتة من العاج أو العظام. ذكرت إحدى هذه الطرق أن الأسنان الاصطناعية ستركب في مكانها عن طريق ربطها بالأسنان الصلبة المتبقية بواسطة محاور، باستخدام خيوط مشمع أو أسلاك ذهبية. كما قدم أيضا أقواس أو مشابك الأسنان، على الرغم من أنها كانت مصنوعة في البداية من الذهب، وقال أنه اكتشف أن وضعها حول الأسنان يمكنه تصحيح وضع الأسنان بحيث أن هذه الأخيرة ستتبع نمط هذه الأسلاك. كانت تستخدم عادة خيوط الكتان المشمع أو خيوط الحرير لربط هذه الأقواس.

### من أنجيه إلى باريس وكتابه الثوري
اكتسب فوشارد هيبة كبيرة خلال الفترة الممتدة ما بين 1716 إلى 1718. خلال ذلك الوقت قضى فترة طويلة بعيدا عن المنزل يدرس وتقاسم ممارسته الطبية مع جراحين آخرين في جميع أنحاء فرنسا.
بحلول سنة 1718، انتقل فوشارد إلى باريس. وفي نفس السنة افتتح محلا على مستوي شارع أنسيان كوميدي الحالي، في الدائرة السادسة في باريس. خلال فترة إقامته بهذه المدينة، أدرك بيير أن العديد من المكتبات الطبية تفتقر إلى الكتب المدرسية الجيدة حول طب الأسنان، وأن هناك حاجة إلى كتاب موسوعي للتدريب في مجال جراحة الفم، لذلك اتخذ قرارا لكتابة كتاب علمي مهني حول طب الأسنان استنادا إلى خبرته الطبية.

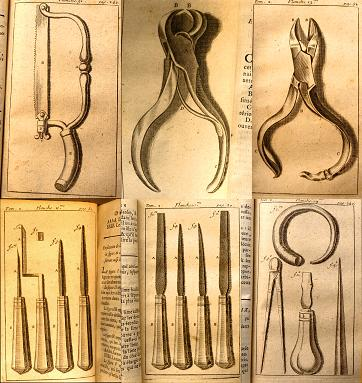
مجموعة من الأدوات التي صممها وضمنها في كتابة طبيب الأسنان الجراح.

جمع فوشارد لعدة أشهر العديد من الكتب البحثية الطبية وأجرى مقابلات مع عدد من أطباء الأسنان الذين كان قد اجتمع معهم، بالإضافة إلى مذكراته وخبرته التي راكمها خلال السنوات التي قضاها في أنجيه. بحلول سنة 1723 تمكن فوشارد أخيرا وهو في سن الخامسة والأربعين، من إكمال مخطوطته الأولى المكونة من 600 صفحة، والتي تحولت إلى كتابه الشهير «طبيب الأسنان الجراح». سعي فوشار خلال السنوات الخمس التي تلت ذلك إلى الحصول علي مزيد من التعليقات والملاحظات من نظرائه في هذا المجال، حتى نميت مخطوطته أكثر لتبلغ 783 صفحة بحلول الوقت الذي نشر فيه كتابه في مجلدين سنة 1728. حظي الكتاب بعد نشره بقبول جيد من قبل المجتمع الطبي الأوروبي. نشرت طبعة موسعة من الكتاب باللغة الفرنسية بحلول سنة 1746، لتكون الترجمة الألمانية له متاحة بوصول سنة 1773.

### الحياة الشخصية
تزوج فوشار بحلول 17 أغسطس 1729 من إليزابيث غيلميت تشيمين، حيث رزقا في 19 مارس 1737 بطفل ذكر يدعى جان باتيست ديت غراندمسنيل. بعد وفاة زوجته في 10 نوفمبر 1739، تزوج فوشار من ابنة عمها الضغرى لويز روسيلوت في 5 يونيو 1747، لكنهم سرعان ما انفصلا في 19 يناير 1751.

## التكريم

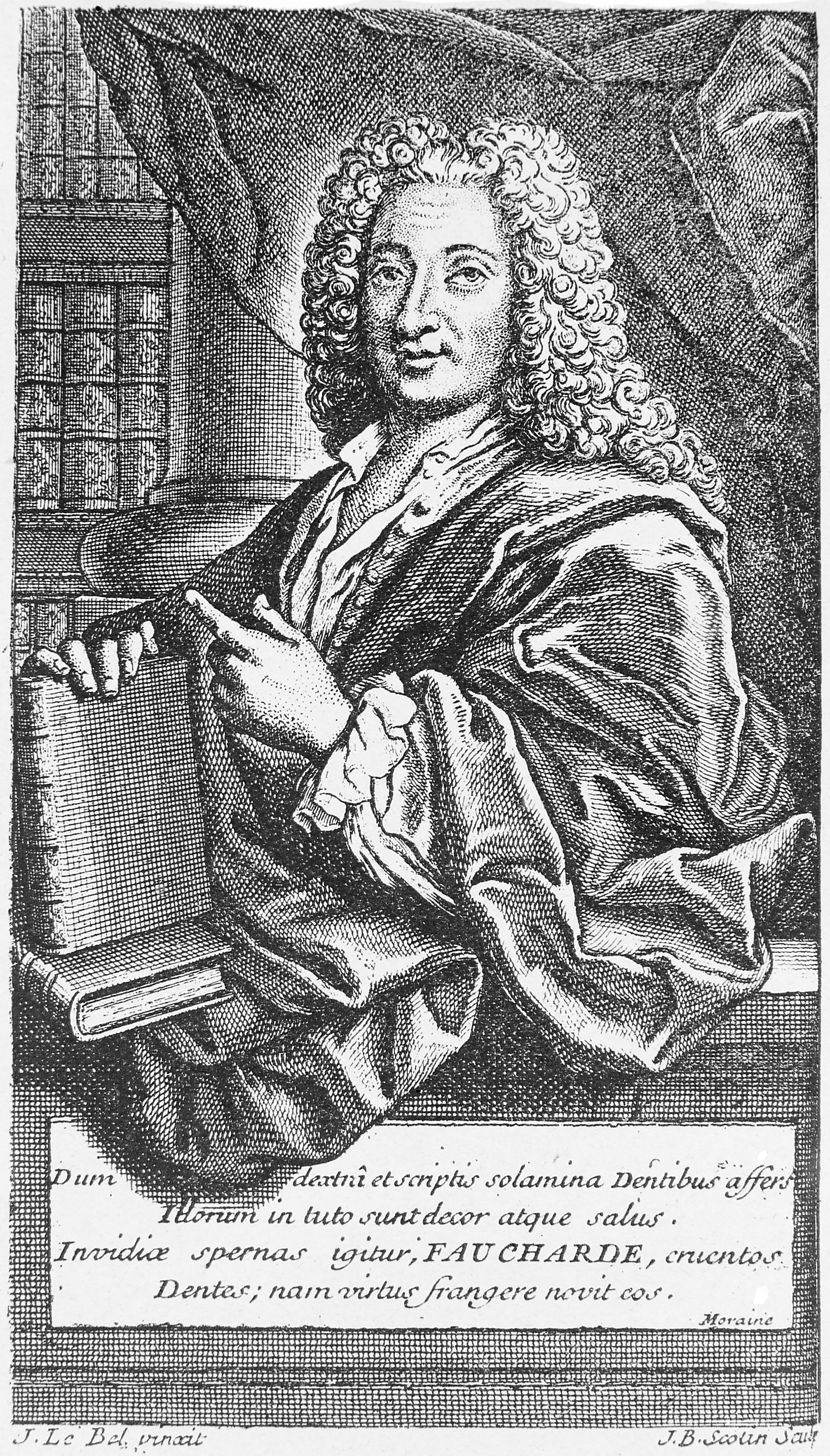
صورة محفورة لبيير فوشارد، من إبداع النقاش جان باتيست سكوتين.

- نظير مساهماته الوازنة في مجال طب وجراحة الأسنان، أطلف اسم بيير فوشارد على واحد من أولى متاحف طب الأسنان في العالم، متمثلا في متحف بيير فوشارد لطب الأسنان (مغلق حاليا)، الذي شملت معروضاته مجموعات من اللوحات والأثاث والكتب والأدوات القديمة التي تدور في فلك طب الأسنان.
- بحلول الأول من يوليو 1961 في باريس، أصدر طابع بريدي خاص للاحتفال بالذكرى المئوية الثانية لوفاة بيير فوشارد.
- اسم بيير فوشارد منقوش على لوحة تذكارية تكريما له في مسقط رأسه سانت دينيس دو غاستينس منذ 20 أكتوبر 2011.

## روابط خارجية
- بيير فوشارد على موقع الموسوعة البريطانية (الإنجليزية)